# Echelles de rubans
Echelles de rubans waren drie of vijf rijen strikken of geplooide kant, waarmee in de achttiende eeuw de keurs (een strak geregen, nauw aaneensluitende jak) werd versierd.